# Rosaleda de la Avenida del Ejército en Guadalajara
La Rosaleda de Guadalajara, también denominada más formalmente como Rosaleda de la Avenida del Ejército o Parque de la Rosaleda, es una rosaleda de 4.300 m² de extensión, que se encuentra en la Avenida del Ejército de la ciudad de Guadalajara, España.

## Localización
Rosaleda de Guadalajara Avenida del Ejército 20, 19004 Guadalajara España.
Planos y vistas satelitales.40°38′0″N 3°10′0″O / 40.63333, -3.16667
- Promedio anual de precipitaciones: 418 mm
- Altitud: 595.00 metros

Está abierta todos los días del año. La entrada es libre.

## Historia
El proyecto de la Rosaleda fue realizado formando parte de una actuación en la que se recogía también la ampliación del cementerio de la ciudad. 
El proyecto fue denominado "Proyecto de jardinería de la ampliación del cementerio de Guadalajara y rosaleda de la Avenida del Ejército" y fue realizado por D. Juan Antonio Corral Ochaita, ingeniero de montes del Ayuntamiento de Guadalajara, siendo su fecha de realización marzo de 1986. 
El objetivo del proyecto, según consta en el mismo, era adecentar la parte final de la citada avenida mediante la construcción de un parque-rosaleda. Aunque en el proyecto se cita que el parque debería estar concluido en diciembre del mismo año, la inauguración oficial no se llevó a efecto hasta abril del año siguiente, 1987.
Más adelante en el año 1994, se realizó una mejora en la que se construyeron unas pérgolas que facilitaran una zona de sombra a los visitantes. Las plantas elegidas para recubrir las pérgolas fueron parras trepadoras.
La parcela tiene unas dimensiones de 100,50 m de largo por 43,00 m de ancho, lo que supone una superficie total de unos 4.300 m². 
Se ha dividido en varios parterres rectangulares, alguno cuadrado, separados por calles configurando un diseño clásico rectilíneo. Los parterres tienen unas dimensiones de 4 o 7 m en su lado más estrecho y de 4, 7 y 34,50 m de longitud. Hay también un pequeño parterre central de 5 x 5 m.

## Colecciones
Alberga unas 65 variedades de rosas que fueron suministradas en su día por los "Viveros Sánchez" con las rosas que tenían en catálogo.
En la Rosaleda de Guadalajara existen representaciones de las más importantes variedades de obtentores de rosales de todo el mundo. 
Tiene una importante representación de variedades de rosales españoles, gran parte de ellos antiguos. 
Entre los rosales que incluye:
- Rosales Miniatura, también llamados de "pitiminí" o "rosales de patio", con las siguientes variedades: 'Para ti', 'Red Meillandina', 'Orange Meillandina', 'Baby Masquerade', 'Little Buckaroo', 'Meillandina', 'Golden Meillandina', 'San Valentín', 'Leticia Blanca'.
- Rosales de Copa, en realidad son un subtipo de los rosales en arbusto y también una variante de los rosales trepadores. Su característica distintiva es la de que han sido injertados en un portainjerto que forma un tronco recto y alto, de aproximadamente un metro de altura. Si las variedades injertadas sobre el citado tronco portainjerto son rosales en arbusto, las plantas tendrán un porte similar al de arbolitos, llamados en algunos catálogos rosales de pie alto, mientras que si la variedad injertada es un rosal de tipo sarmentoso, sus ramas tendrán tendencia a caer desde lo alto, proporcionando al conjunto un aspecto muy ornamental. A este grupo de rosales en la mayoría de los catálogos se les denominan rosales llorones. Entre estos se encuentran: 'Madame Antoine Meilland', 'Rose Gaujard', 'Carla', 'Firmament', 'Chrysler Imperial', 'Camelia', 'Landora', 'Queen Elizabeth'.
- Rosas Floribunda, 'Susanita', 'Camelia', 'Blanca Nieves', 'Arnauld Delbard', 'Allgold', 'Purina', 'Bea', 'Encarnita de Tierno', 'Cyclamen', 'Mª del Carmen Santonja', 'Stromboli', 'Corrida'.
- Rosales arbustivos de porte pequeño, 'Queen Elizabeth Blush', 'Virgo', 'Mount Shasta', 'Grand Nord', 'Adiós Enriqueta', 'Diamond Jubilee', 'King’s Ramson', 'Bucanneer', 'Barbara', 'Marquesa de Urquijo', 'Madame A. Meilland', 'Hippy', 'Baccará', 'Chrysler Imperial', 'Mister Lincoln', 'Montezuma', 'Rose Gaujard', 'Tarde Gris', 'Carla', 'Le Rouge et le Noir', 'Lancômme', 'Firmament', 'Camara', 'Perla Negra', 'Summer Holiday', 'Roundelay', 'Toro del Fuego', 'Chrysler Imperial', 'Amparin Ourles', 'Nit Blava', 'Mª Rivas de Bañuls', 'Dolce Vita', 'Queen Elizabeth', 'Enric Palau', 'Eiffel Tower', 'Laura de Esplugues'